# Ministère des Affaires étrangères (Arménie)
Le ministère des Affaires étrangères d'Arménie (MAE) est un organe du pouvoir exécutif arménien qui met en œuvre la politique étrangère du gouvernement et coordonne, organise et gère les services diplomatiques de l'Arménie. Depuis 2021, Armen Grigoryan est ministre par intérim des Affaires étrangères d'Arménie.

## Fonction
Les missions du Ministère des Affaires étrangères ont comme objectif le :
- Renforcement de la sécurité étrangère de la République d'Arménie,
- Le maintien de conditions extérieures favorables au développement de la République d'Arménie,
- Représenter les positions arméniennes sur le plan international,
- Protéger les intérêts de la République d'Arménie et de ses citoyens à l'étranger,
- L'approfondissement de l'implication au sein des organisations internationales,
- Renforcement de la coopération avec les pays amis et partenaires,
- Normalisation des relations avec les pays avec lesquels il existe des problèmes,
- Le développement des liens avec les communautés arméniennes vivant à l'étranger,
- Reconnaissance internationale du génocide arménien et de la République d'Artsakh,
- L'instauration de la stabilité, de la sécurité et de la paix dans la région du Caucase.

## Histoire

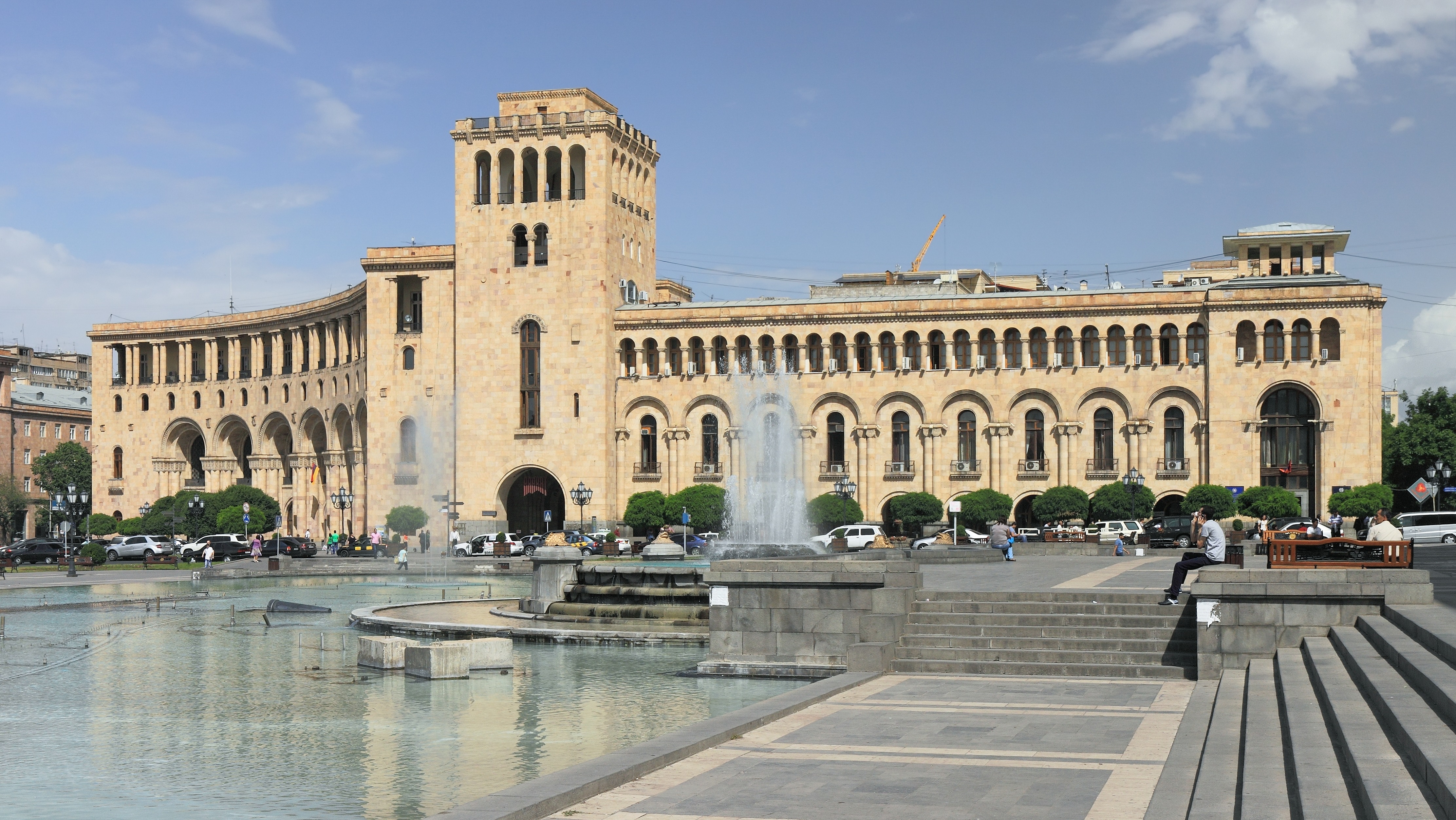
Ancien bâtiment du ministère des Affaires étrangères d'Arménie.

### Début de l'histoire diplomatique arménienne
En 1918, parallèlement à la restauration de l'État arménien, l'Arménie acquis une reconnaissance internationale et établi des relations diplomatiques avec plusieurs autres États. L'Arménie établi des relations diplomatiques avec l'Allemagne, l' Autriche-Hongrie, la Bulgarie, la Géorgie, l'Azerbaïdjan, la Turquie, l'Iran et d'autres pays. Des représentants plénipotentiaires ont été nommés aux États-Unis, en Bulgarie, en Finlande, en Suisse, au Japon, et d'autres pays. Pendant ce temps, la Géorgie, l'Azerbaïdjan et l'Iran ont ouvert des représentations diplomatiques à Erevan.

### Ère soviétique
Après l'instauration du régime soviétique en décembre 1920, le Commissariat du peuple aux Affaires étrangères de la République socialiste soviétique d'Arménie a été fondé. Après la fondation de la République socialiste fédérative soviétique de Transcaucasie (TSFSR) en juillet 1922, le Commissariat du peuple aux affaires étrangères (PCFA) de la RSS d'Arménie a été supprimé, compte tenu du fait que la politique étrangère des États était menée par le Conseil TSFSR. En outre, la politique étrangère nationale était désormais déterminée par le Commissariat du peuple aux Affaires étrangères de l'URSS. Dans les dernières années de la Seconde Guerre mondiale, la direction soviétique a décidé d'étendre les fonctions de politique étrangère des républiques. Pour préparer le personnel nécessaire, la Faculté des relations internationales a été créée à l'Université d'État d'Erevan (de 1945 à 1952).

### Indépendance
Avec la proclamation de l'indépendance de l'Arménie en 1991, les activités du ministère des Affaires étrangères de la République ont changé, tenant compte du nouveau statut de la République d'Arménie dans les relations internationales. La structure du ministère et la quantité de personnel ont été adaptées aux exigences de la politique étrangère d'un État indépendant. La première affectation des rangs diplomatiques a eu lieu en juillet 1992. Un organe spécial a été créé pour coordonner la coopération avec la diaspora arménienne, sur la base duquel le ministère de la Diaspora a été créé. Depuis 1996, le MAE d'Arménie est situé sur la place de la République à Erevan. Le ministère des Affaires étrangères a ses propres récompenses, la médaille commémorative du ministère ayant été instituée en 2002, et en 2009, la médaille « 80 ans de John Kirakosyan (en) » a été créée.

## Structure

### Service de presse
La fonction d'Attaché de presse (ou porte parole) existe depuis 1991 :
- Garnik Badalyan (1991-1992)
- Aram Safaryan (1993-1996)
- Arsen Gasparyan (1997-1999)
- Ara Papyan (1999-2000)
- Dzyunik Aghajanyan (2000-2003)
- Hameau Gasparyan (2003-2006)
- Vladimir Karapetyan (2006-2008)
- Tigran Balayan (2008-2018)
- Anna Naghdalyan (2018-2021)
- Vahan Hunanyan[3] (depuis 2021)

### École diplomatique
Depuis 2010, une école diplomatique fonctionne au sein des bureaux du Ministère des Affaires étrangères de la République d'Arménie.

## Relations diplomatiques

Relations diplomatiques de l'Arménie:
Relations diplomatiques établies
Aucune relation diplomatique établie
Relations diplomatiques suspendues par l'Arménie

L'Arménie a établi des relations diplomatiques avec 178 pays (en novembre 2020). L'Arménie est devenue membre des Nations Unies en 1992 et est actuellement membre de plus de 70 organisations internationales, dont l'OSCE, la CEI, l'OTSC, le Conseil de l'Europe, l'UEEA, l'OIF et la BSEC.

### Représentations diplomatiques
Depuis l'indépendance, l'Arménie a ouvert des ambassades et des consulats dans de nombreux pays, tandis que des missions permanentes ont été établies auprès d'un certain nombre d'organisations internationales. En novembre 2020, il y avait 43 ambassades, 10 consulats généraux, 4 consulats et agences consulaires, 40 consulats honoraires et plus de 20 missions permanentes accréditées auprès de diverses organisations internationales.

## Liste des ministres
Les différents ministres des Affaires étrangères s'étant succédé en Arménie sont :
| Ministre                                                                 | Ministre                                                                 | Ministre                                                                 | Parti                                                                    | Début                                                                    | Fin                                                                      |                                                                          |
| Ministre des Affaires étrangères de la République démocratique d'Arménie | Ministre des Affaires étrangères de la République démocratique d'Arménie | Ministre des Affaires étrangères de la République démocratique d'Arménie | Ministre des Affaires étrangères de la République démocratique d'Arménie | Ministre des Affaires étrangères de la République démocratique d'Arménie | Ministre des Affaires étrangères de la République démocratique d'Arménie | Ministre des Affaires étrangères de la République démocratique d'Arménie |
| ------------------------------------------------------------------------ | ------------------------------------------------------------------------ | ------------------------------------------------------------------------ | ------------------------------------------------------------------------ | ------------------------------------------------------------------------ | ------------------------------------------------------------------------ | ------------------------------------------------------------------------ |
| 1                                                                        |                                                                          | Alexandre Khatissian                                                     | Fédération révolutionnaire arménienne                                    | 30 juin 1918                                                             | 4 novembre 1918                                                          |                                                                          |
| 2                                                                        |                                                                          | Sirakan Tigranian (en)                                                   | Fédération révolutionnaire arménienne                                    | 4 novembre 1918                                                          | 27 avril 1919                                                            |                                                                          |
| (1)                                                                      |                                                                          | Alexandre Khatissian                                                     | Fédération révolutionnaire arménienne                                    | 27 avril 1919                                                            | 5 mai 1920                                                               |                                                                          |
| 3                                                                        |                                                                          | Hamo Ohanjanyan                                                          | Fédération révolutionnaire arménienne                                    | 3 avril 1920                                                             | 23 novembre 1920                                                         |                                                                          |
| 4                                                                        |                                                                          | Simon Vratsian                                                           | Fédération révolutionnaire arménienne                                    | 23 novembre 1920                                                         | 2 décembre 1920                                                          |                                                                          |
| Commissaire du peuple aux Affaires étrangères de la RSS d'Arménie        |                                                                          |                                                                          |                                                                          |                                                                          |                                                                          |                                                                          |
| 1                                                                        |                                                                          | Alexandre Bekzadyan (en)                                                 | Parti communiste arménien                                                | 1920                                                                     | 1921                                                                     |                                                                          |
| 2                                                                        |                                                                          | Askanaz Mravyan (en)                                                     | Parti communiste arménien                                                | 1921                                                                     | 1922                                                                     |                                                                          |
| 3                                                                        |                                                                          | Sahak Karapetyan (en)                                                    | Parti communiste arménien                                                | 1944                                                                     | 1946                                                                     |                                                                          |
| 4                                                                        |                                                                          | Gevorg (Kimik) Hovhannisien                                              | Parti communiste arménien                                                | 1947                                                                     | 1954                                                                     |                                                                          |
| 5                                                                        |                                                                          | Anton Kochinian                                                          | Parti communiste arménien                                                | 1954                                                                     | 1958                                                                     |                                                                          |
| 6                                                                        |                                                                          | Balabek Martirosian                                                      | Parti communiste arménien                                                | 1958                                                                     | 1972                                                                     |                                                                          |
| 7                                                                        |                                                                          | Kamo Udumian                                                             | Parti communiste arménien                                                | 1972                                                                     | 1975                                                                     |                                                                          |
| 8                                                                        |                                                                          | John Kirakosyan (en)                                                     | Parti communiste arménien                                                | 1975                                                                     | 1985                                                                     |                                                                          |
| 9                                                                        |                                                                          | Anatoly Mkrtchyan (en)                                                   | Parti communiste arménien                                                | 1986                                                                     | 1991                                                                     |                                                                          |
| Ministre des Affaires étrangères de la République d'Arménie              |                                                                          |                                                                          |                                                                          |                                                                          |                                                                          |                                                                          |
| 1                                                                        |                                                                          | Ashot Yeghiazaryan (en) (intérim)                                        | Indépendant                                                              | 1990                                                                     | 1991                                                                     |                                                                          |
| 2                                                                        |                                                                          | Raffi Hovannisian (en)                                                   | Indépendant                                                              | 7 novembre 1991                                                          | 16 octobre 1992                                                          |                                                                          |
| 3                                                                        |                                                                          | Arman Kirakossian (en) (intérim)                                         | Indépendant                                                              | octobre 1992                                                             | février 1993                                                             |                                                                          |
| 4                                                                        |                                                                          | Vahan Papazian                                                           | Indépendant                                                              | 1993                                                                     | 1996                                                                     |                                                                          |
| 5                                                                        |                                                                          | Alexander Arzumanyan                                                     | Pan-Armenian National Movement (en)                                      | 1996                                                                     | 4 février 1998                                                           |                                                                          |
| 6                                                                        |                                                                          | Vardan Oskanian                                                          | Parti républicain d'Arménie                                              | février 1998                                                             | avril 2008                                                               |                                                                          |
| 7                                                                        |                                                                          | Édouard Nalbandian                                                       | Parti républicain d'Arménie                                              | 14 avril 2008                                                            | 12 mai 2018                                                              |                                                                          |
| 8                                                                        |                                                                          | Zohrab Mnatsakanyan                                                      | Indépendant                                                              | 12 mai 2018                                                              | 18 novembre 2020                                                         |                                                                          |
| 9                                                                        |                                                                          | Ara Ayvazyan                                                             | Indépendant                                                              | 18 novembre 2020                                                         | 27 mai 2021                                                              |                                                                          |
| -                                                                        |                                                                          | Armen Grigorian (intérim)                                                | Contrat civil                                                            | 15 juillet 2021                                                          | 19 août 2021                                                             |                                                                          |
| 10                                                                       |                                                                          | Ararat Mirzoian                                                          | Contrat civil                                                            | 19 août 2021                                                             | en cours                                                                 |                                                                          |